# Gazety Wileńskie
Gazety Wileńskie – czasopismo informacyjne wychodzące w języku polskim w Wilnie od 1761 r. (według Jakubėnas od 1764 r.) do 1792 r.

## Historia
Periodyk ukazywał się w soboty, w liczbie 52 numerów rocznie (poza ostatnim rokiem istnienia). Prezentował informacje zarówno krajowe, jak i zagraniczne.
Przed powstaniem "Gazet Wileńskich", od 1761 r. wychodził regularny dodatek Kuriera Litewskiego pod nazwą "Supplement do Gazet Wileńskich". Po likwidacji Kuriera został on przejęty przez "Gazety Wileńskie", zachowując charakter dodatku specjalizującego się głównie w wiadomościach zagranicznych i wychodząc aż do likwidacji całego czasopisma w 1792 r. "Gazety Wileńskie" przejęły też po Kurierze dodatek nadzwyczajny, wydawany okazjonalnie od 1761 r. pt. "Addytament do Gazet Wileńskich".
Organizatorem i wydawcą "Gazet Wileńskich" był zakon jezuitów. Po kasacie zakonu w 1773 r., gazetę przejęła w 1774 r. Szkoła Główna Litewska.  Redaktorami "Gazet Wileńskich" byli w kolejności chronologicznej: Aleksander Januszkiewicz, Kazimierz Naruszewicz i Marcin Odlanicki Poczobut.